# Świebodzin
Świebodzin (tyska: Schwiebus) är en stad i Lubusz vojvodskap i västra Polen, belägen 41 kilometer norr om Zielona Góra. Tätorten hade 22 062 invånare år 2014 och utgör centralort i en stads- och landskommun med totalt 30 393 invånare. Świebodzin är dessutom huvudort i distriktet Powiat świebodziński.
Staden är internationellt känd för sin 36 meter höga staty av Jesus, världens största.

## Historia
Stadens namn tros härröra från namnet Świeboda, avlett från swoboda, "frihet" på polska. I tidiga källor från 1300-talet omnämns platsen som Sebusianis, Sipusius Silesius, Suebosian, Soebosian eller Suebusianus. Staden uppstod troligen som en befästning och handelsplats i korsningen mellan två handelsvägar i nedre Schlesien, tillhörande hertigdömet Głogów.
Städerna Świebodzin och Sulechów erövrades av markgreven Valdemar av Brandenburg 1319 men återgick till huset Piasts schlesiska gren efter Valdemars död senare samma år. Från 1329 lydde landet Schwiebus under kungariket Böhmen.
Hertigen Henrik XI av Głogów dog 1476 utan arvingar, vilket föranledde en successionsstrid mellan Johan II av Żagań och kurfursten Albrekt Akilles av Brandenburg. Medan de norra delarna av området tillföll Brandenburg och införlivades i Neumark 1537, blev Świebodzin en schlesisk exklav under huset Habsburg.
Under kungen Fredrik II av Preussen erövrades staden 1742 från Österrike och blev del av kungariket Preussen, från 1817 som del av Landkreis Züllichau-Schwiebus i provinsen Brandenburg. Świebodzin hette under preussiskt-tyskt styre Schwiebus och tillhörde det preussiska regeringsområdet Frankfurt. Staden hade 9 332 invånare 1910. 
Staden drabbades av ekonomisk tillbakagång under Weimarrepubliken, då den nya tysk-polska gränsen enligt Versaillesfreden gick endast 20 kilometer öster om staden och den förlorade delar av sina traditionella marknader.
Efter Nazitysklands nederlag i andra världskriget 1945 hamnade staden öster om Oder-Neisse-linjen och tillföll därmed Polen, varefter den tyska befolkningen fördrevs. Staden tillhörde 1975-1998 Zielona Góra vojvodskap och är sedan den administrativa reformen 1999 huvudort i distriktet Powiat świebodziński i Lubusz vojvodskap.

## Kultur och sevärdheter

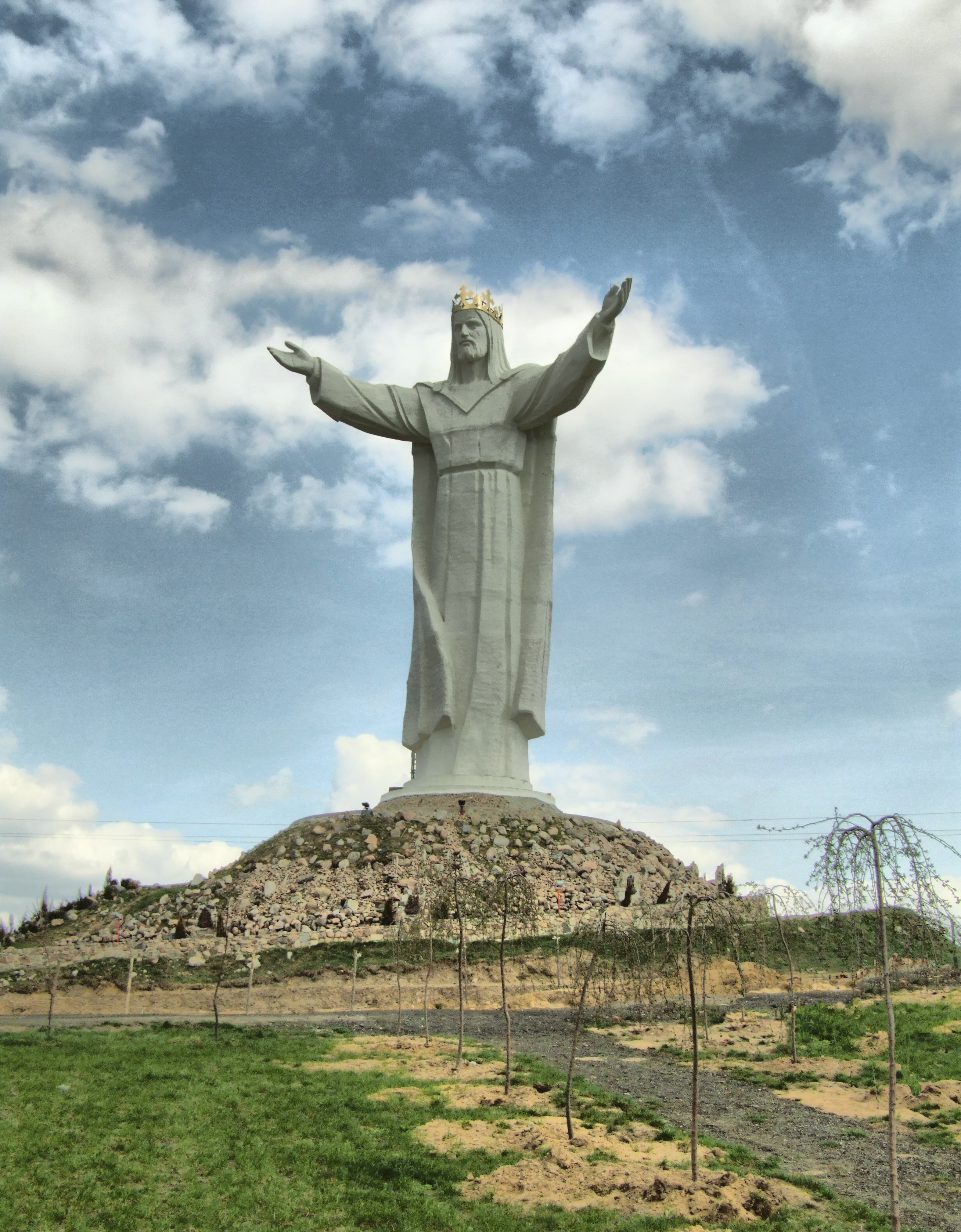
Kristus Konungen-statyn. Jesusfiguren är 33 meter hög, med en 3 meter hög krona, och den totala höjden inklusive kullen uppgår till 52,5 meter.

I Świebodzin finns Europas högsta staty föreställande Jesus, påbörjad 2008 och färdigställd 2010. Statyn är även världens högsta om man räknar den totala höjden från foten inklusive kronan. Staden har därför i Polen fått smeknamnet Rio de Świebodzineiro, en anspelning på Cristo Redentor-statyn i Rio de Janeiro.
Staden har en delvis bibehållen stadsmur från medeltiden med två bevarade torn och bastioner. Det historiska rådhuset vid stadens stora torg uppfördes omkring 1550 i renässansstil. Det karakteristiska klocktornet tillkom under 1800-talet. Rådhuset inrymmer idag regionmuseet och ett källarcafé i de historiska valven. Stadens äldre kyrka, S:t Mikaelskyrkan, uppfördes under andra halvan av 1400-talet, med en nygotisk fasad tillkommen under slutet av 1800-talet. Den nygotiska Heliga Guds Moder-kyrkan uppfördes som en protestantisk kyrka under det tyska kejsardömet men omvandlades till en katolsk kyrka efter 1945.

## Kommunikationer
Vid Świebodzin går den viktiga öst-västliga motorvägen A2 (E30), som här korsar den nationella vägen S3 (E65) mellan Szczecin och Zielona Góra. 
Staden har en järnvägsstation på järnvägen Berlin – Warszawa.

## Kända invånare
- Martin Agricola (1486-1556), kompositör och musikteoretiker.
- Henryka Bochniarz (född 1947), nationalekonom och politiker.
- Hajo Bücken (född 1944), brädspelsdesigner.
- Edward Dajczak (född 1949), katolsk biskop av Koszalin-Kołobrzeg.
- Zdzisław Hoffmann (född 1959), friidrottare, världsmästare i tresteg vid Friidrotts-VM 1983.
- Werner Kolhörster (1887-1946), fysiker.
- Jan Kochanowski (född 1949), politiker.
- Janusz Kowalski (född 1952), tävlingscyklist.
- Ingeborg Meinhof (1909-1949), konsthistoriker, mor till Ulrike Meinhof.
- Piotr Rysiukiewicz (född 1974), friidrottare, 400-meterslöpare.
- Günther Roeder (1881-1966), egyptolog.
- Ruth Margarete Roellig (1878-1969), författare.
- Karolina Tymińska (född 1984), friidrottare, sjukampare.
- Walter Warzecha (1891-1956), tysk marinofficer, överbefälhavare för Kriegsmarine.
- Michael Witzel (född 1943), indolog.
- Basia Frydman (1946-2016), skådespelerska.